# دنیای قشنگ نو
دنیایِ قشنگ نو یا دنیای شگفت‌انگیز نو (به انگلیسی: Brave New World) یک رمان علمی-تخیلیِ پادآرمانی است که در سال ۱۹۳۲ به قلم آلدوس هاکسلی نویسنده انگلیسی منتشر شد.
وقایع این رمان در سال ۲۵۴۰ میلادی در شهر لندن می‌گذرد و آرمانشهری را به تصویر می‌کشد که در آن مهندسی ژنتیک به آفرینش انسان‌ها با ویژگی‌های از پیش تعیین شده منجر شده، نظام اخلاقی جامعه با تشکیل حکومت جهانی و از میان بردن جنگ و فقر و نابودی کامل خانواده و تولید مثل به کلی پوست انداخته و دانش روان‌شناسی به طرز حیرت‌انگیزی اعتلا یافته و تنها هدف انسان ایجاد سعادت و از میان بردن رنج‌های غیرضروری است.
هاکسلی در سال ۱۹۵۸ در مقاله‌ای با نام «بازدیدی دوباره از دنیای قشنگ نو» (Brave New World Revisited) به سیر وقایع اتفاقیه ۲۶ سال گذشته پرداخت و مدعی شد که تمدن بشری با سرعتی بسیار بیشتر از پیش‌بینی‌های او در حال حرکت به سمت این دنیاست.

## پیش زمینه
رمان دنیایی دو چهره را به تصویر می‌کشد.
انسان‌ها شاد و سالم هستند، زندگی مرفه و مجهزی دارند، صلح و دوستی همه جا را فراگرفته، نیازهای انسان‌ها به سرعت برطرف و محرومیت و رنج تا کم‌ترین سطح کاهش یافته، اما همه این‌ها به قیمت قربانی کردن هنر، دانش و مذهب به دست آمده است.
فقر و جنگ به کلی ریشه‌کن شده و هر انسان با توجه به ویژگی‌های ژنتیکی، آموزش‌های مبتنی بر اصول روان‌شناختی و امکانات و داروهایی که دولت جهانی در اختیارش می‌گذارد، کاملاً احساس خوشبختی می‌کند و البته این دستاوردهای شگفت‌انگیز با نابودی عناصری به دست آمده که نقطهٔ محوری هویت بشر امروزین را تشکیل می‌دهند؛ خانواده، فرهنگ و فلسفه به کلی نابود شده‌اند، تمام افراد بشر به یک زبان سخن می‌گویند (در جایی از داستان زبان لهستانی یک زبان مرده نامیده می‌شود؛ مثل فرانسوی و آلمانی) تنها اثری که از مذهب باقی‌مانده در تقدیس هنری فورد با لفظ «فورد ما» (Our Ford در برابر Our Lord که «خدای ما» معنی می‌دهد) دیده می‌شود، هنر به سطحی نازل و مبتذل سقوط کرده، علم به روان‌شناسی و مهندسی ژنتیک خلاصه شده، بر روند تولید دانش نظارت شدیدی صورت می‌گیرد و خواندن بسیاری از آثار کلاسیک و مقدس علمی، ادبی، فلسفی و مذهبی ممنوع است.
همگی انسان‌ها با تکنیک‌های ژنتیکی و آموزشی لذت‌جویی و کاهش رنج را هدف خود قرار داده‌اند، روابط جنسی بی هیچ محدودیتی تشویق می‌شود و کاهش روابط جنسی ضدارزش و یک رفتار ضداجتماعی شمرده می‌شود. افراد با مصرف داروی مخدری به نام سوما همواره حس لذت را به خود بازمی‌گردانند.

## نام

تصویر جلد کتاب، چاپ انتشارات پنگوئن

عبارت «دنیای شگفت‌انگیز نو» (به انگلیسی: Brave New World) عبارتی است برگرفته از نمایش‌نامهٔ طوفان اثر ویلیام شکسپیر. در این نمایش‌نامه شخصیتی با نام «میراندا» چنین می‌گوید∗:
How many goodly creatures are there here!
How beautiful mankind is! O brave new world
That has such people in't.
این داستان در بخش‌های پایانی به‌طور مداوم و متناوب نقل قول‌هایی از نمایش‌نامه‌های متفاوت شکسپیر (چون اتلو، طوفان و هملت را از قول شخصیت‌های داستان — به‌خصوص جان یا «وحشی» — بیان می‌کند و حتی از نظر رویدادهای دراماتیک به گونه‌ای وامدار شخصیت‌ها و داستان‌های شکسپیر است.

## داستان

اطلاع‌نگاشت، مقایسه ۱۹۸۴ با دنیای قشنگ نو

پیشرفت فناوری به حدی رسیده است که انسان می‌تواند فرایند تولد را به شکل مصنوعی و در مقیاس کلان شبیه‌سازی کند. نظام سیاسی حاکم بر جهان - دولت جهانی - که با شعار «اشتراک، یگانگی، ثبات» حکومت می‌کند، با هدف ایجاد یک جامعهٔ طبقاتی فرایند تولد انسان‌ها را که در کارخانه‌های تخم‌گیری و شرطی‌سازی در سراسر دنیا انجام می‌شود، دستکاری می‌کند و در نتیجه چند گروه از انسان‌ها به‌عنوان محصول از این کارخانه‌ها خارج می‌شوند؛ آلفاها، بتاها، گاماها و اپسیلون‌ها. این رده‌بندی نزولی بر حسب هوش و کارایی ذهنی و اجتماعی انسان‌های «تولیدشده» تنظیم شده است و هر رده یک تقسیم‌بندی داخلی مثبت و منفی نیز دارد؛ بنابراین رده‌بندی، آلفا مثبت‌ها از نظر هوش و ویژگی‌های اجتماعی از همه برتر و والاترند و تقریباً شبیه به انسان‌های معمولی هستند.
در این جهان زنده‌زایی (تولد از شکم مادر) و ایدهٔ داشتن پدر و مادر همانند اعتقاد به خدا و دین، نه‌تنها منسوخ شده است بلکه زشت و شرم‌آور است.
در نظام حاکم، «فورد» در جای خالق یکتا - خداوند - قرار گرفته است و مردم با نام او قسم می‌خورند و در گویش‌شان نام او را در جای نام خدا استفاده می‌کنند و حتی سال‌شماری این جهان به صورت «بعد از فورد» (مانند «بعد از میلاد مسیح») انجام می‌شود.
دولت جهانی با بهره‌گیری از شیوه‌های شرطی‌سازی، خواب‌آموزی و سوما از هنجار بودن اصول فوردی و رعایت مو به موی آن‌ها مطمئن می‌شود. اصول فوردی از همه می‌خواهد که برای جامعه‌شان مفید باشند، هر چه دارند با دیگران به اشتراک بگذارند، از دین، عشق، اخلاق، طبیعت و کتاب متنفر باشند، مرگ را عادی محسوب کنند، لذت‌طلبی را بر هر چیز مقدم دانند، دم را غنیمت شمرند و در یک‌کلام «مثل بچه‌های توی بطری» فکر، رفتار و زندگی کنند. هرگاه هم که زندگی از حد تحمل خارج شد، سومای شفابخش هست که نشئگی‌اش سختی‌ها را از یاد می‌برد. از این طریق است که ثبات جامعه و مصرف مداوم تضمین می‌شود.
برنارد مارکس یک روان‌شناس آلفا مثبت است که به خاطر ناهنجاری تصادفی جسمانی خود را از جامعه جدا می‌بیند. تنها کسی که برنارد او را دوست خود می‌داند، یک استاد مهندسی اجتماعی به نام هلمولتز واتسون است که برخلاف برنارد، بسیار محبوب و در شغل خود و تعامل با دیگران موفق است.
برنارد، لنینا کراون -دختر بتا منفی «پَروار» و محبوب بین همهٔ مردان- را برای تعطیلات به مالپاییس دعوت می‌کند. برنارد و لنینا در آن‌جا با «جان» (که بعد معلوم می‌شود فرزند زنده‌زاده‌شدهٔ مدیر است که در سال‌ها قبل در سفری به وحشی‌کده، محبوبش را گم‌کرده و بدون او به تمدن برگشته است) روبه‌رو می‌شوند و او و مادرش را به تمدن (به دنیای قشنگ نو به تعبیر جان) بازمی‌گردانند. برنارد جان را با مدیر روبه‌رو می‌کند و مدیر از شرم این رازگشایی درهم می‌شکند. جان که اکنون به لقب «آقای وحشی» خوانده می‌شود، نقل مجلس جماعت شادخوار (هدونیست) می‌گردد و برنارد هم از صدقهٔ سر او اعتباری در جامعه می‌یابد. اما جان نمی‌تواند با جنبه‌های تمدن کنار بیاید و بعد از این‌که از لنینا به تعبیر خودش «هرزگی» می‌بیند و به دلیل مرگ مادرش - که خود را در سوما غرق کرده و از دنیا می‌رود - ضربه‌ای به او وارد می‌شود، آغاز به طغیان می‌کند. برنارد و هلمولتز واتسون هم به جرم همدستی با او گیر می‌افتند.
بازرس این دو را به جزایر (جایی که اصول فوردی حاکم نیست) تبعید می‌کند، اما جان را نگه می‌دارد. جان تمدن را رها می‌کند و در برجی متروکه آشیان می‌گزیند و رفتاری تارک دنیا می‌یابد و با سخت‌گرفتن بر خود در جستجوی پاک شدن از تمدن است، در این راه حتی گاهی خود را شلاق هم می‌زند. مردم اما او را رها نمی‌کنند. خبرنگارها و طراحان بازی‌های جدید او را پیدا می‌کنند و این‌که او خودش را شلاق می‌زند برایشان بسیار جالب توجه می‌شود و تنهایی‌اش را به طرز رقت باری به هم می‌زنند. یک روز عده خیلی زیادی دور او جمع می‌شوند و از او می‌خواهند که نمایش شلاق‌زنی را اجرا کند. جان زنی را در آن میان می‌بیند که مانند لنینا است و کنترل خودش را از دست می‌دهد و شروع به شلاق زدن خودش می‌کند. این رفتار جان باعث برانگیخته شدن بقیه می‌شود و آن‌ها نیز به هم حمله‌ور می‌شوند.
صبح فردا جان که از خواب برمی‌خیزد، یاد خاطره روز قبل می‌افتد و از شرم و پشیمانی خود را حلق‌آویز می‌کند. گروه بعدی بازدید کنندگانش با جسد او روبه‌رو می‌شوند.

## برخی نام‌ها و اصطلاح‌ها
- سوما: مادهٔ مخدر تخیلی.
- مالپاییس: محلی در صحرای نیو مکزیکو، ایالتی در جنوب شرقی ایالات متحده که در آن هنوز گروهی از سرخ‌پوستان و دور افتادگان از تمدن، بدون اصول فوردی زندگی می‌کنند و مذهبی مخلوط از مسیحیت کاتولیک و ایزدپرستی سرخ‌پوستی دارند.
- اصول فوردی
- پروار: معیار جذابیت جنسی نمونه‌های ماده.

## منبع شخصیت‌ها
هاکسلی نام بیشتر شخصیت‌های رمان خود را از نام شخصیت‌های شناخته شده واقعی که تعدادی از آن‌ها در هنگام انتشار کتاب زنده بودند، برگرفته است:
- برنارد مارکس: برگرفته از جرج برنارد شاو نمایش‌نامه‌نویس انگلیسی و کارل مارکس اندیشمند آلمانی و خالق آثاری چون سرمایه و مانیفست کمونیست.
- لنینا کراون: برگرفته از ولادیمیر لنین رهبر بلشویک‌های انقلابی شوروی.
- فانی کراون: برگرفته از فانی کاپلان که تلاش ناموفقی برای ترور لنین داشت. هاکسلی به شکل طنزآمیزی لنینا و فانی را دو دوست صمیمی قرار داده است.
- جان وحشی: برگرفته از وحشی نجیب (Noble Savage) اصطلاحی که نخستین بار توسط جان درایدن نویسنده انگلیسی قرن هفدهم در توصیف مردمان جوامع ابتدایی و غیرمتمدن به کار رفت. وحشی نجیب یکی از اصطلاحات مورد علاقه ژان ژاک روسو فیلسوف آزادی‌خواه عصر روشنگری نیز بود.
- پولی تروتسکی: برگرفته از لئون تروتسکی، از شخصیت‌های اصلی انقلاب شوروی و مهم‌ترین نظریه‌پرداز بلشویک‌ها. پولی نقش بسیار کوتاهی در داستان دارد. او دختربچه کوچکی‌ست که در حین بازی جنسی (در دنیای قشنگ نو کودکان به انجام بازی‌های جنسی و وررفتن با هم تشویق می‌شوند) پارتنر کوچک خود را به گریه انداخته.
- توماس یا توماکین: برگرفته از توماس مالتوس جمعیت‌شناس انگلیسی که هشدارهای او در مورد خطرات افزایش جمعیت نقش مهمی در کاهش زاد و ولد در اروپا داشت.
- بنیتو هوور: برگرفته از بنیتو موسولینی دیکتاتور ایتالیا و هربرت هوور رئیس‌جمهور آمریکا.
- هلمهولتز واتسون: برگرفته از پزشک و فیزیکدان آلمانی هرمان فون هلمولتز و روان‌شناس رفتارگرای آمریکایی جان واتسون.
- داروین بناپارت: برگرفته از چارلز داروین زیست‌شناس انگلیسی، نویسنده اصل انواع و ناپلئون بناپارت رهبر امپراتوری پس از انقلاب فرانسه.
- هربرت باکونین: برگرفته از میخائیل باکونین نظریه‌پرداز و انقلابی آنارشیست روس.
- مصطفی موند: برگرفته از مصطفی کمال آتاتورک بنیان‌گذار ترکیه نوین و آلفرد موند تاجر و سیاستمدار نابغه انگلیسی.
- ساروجینی انگلس: برگرفته از ساروجینی نایدو سیاستمدار هندی و فردریک انگلس همکار کارل مارکس.
- فیفی برادلو: برگرفته از سیاستمدار ملحد انگلیسی چارلز برادلو.
- جوانا دیِزِل: برگرفته از رودلف دیزل از مهندس آلمانی و مخترع موتور دیزل.
- کلارا دتردینگ: برگرفته از هنری دتردینگ بنیان‌گذار شرکت نفتی رویال داچ.
- تام کاواگوچی: برگرفته از اکای کاواگوچی راهب بودائی ژاپنی و نخستین سفرنامه‌نویس ژاپنی از نپال و تبت.
- ژان ژاک حبیب‌الله: برگرفته از ژان ژاک روسو فیلسوف اومانیست فرانسوی و حبیب‌الله خان رهبر افغانستان در ابتدای قرن بیستم.
- خانم کیت: مدیر کارخانه اتون، برگرفته از جان کیت مدیر انگلیسی قرن نوزدهم.
- پوپه: برگرفته از پوپه شورشی سرخ‌پوست که مسبب ناآرامی مهمی در آمریکا معروف به شورش پوپه است.

## شخصیت‌های تاریخی
همه این شخصیت‌ها واقعی هستند و البته پیش از پیدایش دنیای قشنگ نو درگذشته‌اند، اما در کتاب به نام و گفته‌ها و نظریات آن‌ها اشاره می‌شود:
- هنری فورد: مؤسس کارخانجات اتومبیل‌سازی فورد و مخترع خط تولید که با سیاست هزینهٔ کم، دستمزد بالا و تولید انبوه باعث موفقیت عظیمی در بازارهای جهانی شد. بسیاری از این بابت برخورد او را با انسان‌ها ابزاری توصیف می‌کردند.∗ فورد در این کتاب جایگاهی پیامبرگونه یافته است و جملاتی همچون یا حضرت فورد و فورد به دادمان برسد به کرات از زبان اشخاص مختلف شنیده می‌شود.
- زیگموند فروید: به نظر می‌رسد که در آن هنگام مردم فروید و فورد را یک شخص واحدی می‌پندارند. تنها جمله کتاب که در آن از نام فروید استفاده شده: «حضرت فورد موقع صحبت از روان‌شناسی به دلایل نامعلومی خود را حضرت فروید می‌نامید».
- مسیح: در کتاب بسیاری از گفته‌های منسوب به وی در اناجیل از زبان هنری فورد با تغییراتی در کلمات و مفهوم گفته می‌شوند. مثال: «آسوده باشید! ارباب ما بر عرش نشسته است» به «آسوده باشید! فورد ما در ماشین نشسته است». همچنین جان و بومیان مالپائیس اعتقادی عمیق به مسیح و قربانی شدن او برای نجات انسان دارند.
- ایوان پتروویچ پاولوف: روان‌شناس پیشگام روس اواخر قرن نوزدهم و اوایل قرن بیستم: در داستان از کلمه شرطی سازی نئوپاولفی در توصیف یکی از تکنیک‌های آموزش کودکان استفاده می‌شود. علاوه بر این تأثیر نگاه کارکردگرایانه پاولف و همچنین تأکید او بر فرایندهای واقع شده در مغز و سیستم عصبی بر رفتارها و خلقیات انسان بر روان‌شناسی دنیای قشنگ نو به روشنی آشکار است.
- ویلیام شکسپیر: مجموعه آثار او تنها همدم تنهایی جان از کودکی تا هنگام ورود به دنیای قشنگ نو بوده و بر شکل‌گیری ذهنیت متفاوت او تأثیر به سزایی داشته است. جملات نمایشنامه‌های مختلف او به ویژه؛ مکبث، هملت، رومئو و ژولیت، لیر شاه و اتلو بارها از زبان جان نقل می‌شوند. مصطفی موند هم شکسپیر را خوانده است. در دنیای قشنگ نو انتشار آثار شکسپیر مانند بسیاری از دیگر نویسندگان بزرگ ممنوع است.
- هربرت جرج ولز: نویسنده انگلیسی و خالق رمان‌های علمی تخیلی با گرایش سوسیالیستی. اثری از او به نام خدایان انسان‌وار (Men Like Gods) او الهام بخشِ هاکسلی در نگارش دنیای قشنگ نو بوده است.
- توماس مالتوس: اقتصاددان مشهوری که در اوج انقلاب صنعتی اروپا به خطرات افزایش جمعیت اشاره کرد. نوعی کمربند ضدبارداری وجود دارد که زن‌ها در هنگام آمیزش جنسی از آن استفاده می‌کنند و کمربند مالتوسی نامیده می‌شود.
- جرج برنارد شاو: نمایشنامه‌نویس و طنزپرداز شهیر انگلیسی. شاو از نادر ادیبانی ست که کتاب‌هایش ممنوع نیستند. روبن رابینوویچ (شخصیت تخیلی) یک کودک لهستانی در قرن بیستم یا نوزدهم، در کودکی پای رادیویی که سخنرانی جرج برنارد شاو را پخش می‌کرده، به خواب رفته است. او که کلمه‌ای زبان انگلیسی نمی‌دانسته پس از بیداری خطابه شاو را کلمه به کلمه تکرار می‌کند! این امر باعث کشف خواب‌آموزی (hypnopædia) می‌شود.